# 123-тя піхотна дивізія (Третій Рейх)
123-тя піхотна дивізія (Третій Рейх) (нім. 123. Infanterie-Division) — піхотна дивізія Вермахту за часів Другої світової війни. Дивізія 11-ї хвилі мобілізації Сухопутних військ Третього Рейху брала участь у битвах на Східному фронтові.

## Історія
123-тя піхотна дивізія сформована 5 жовтня 1940 на навчально-тренувальному центрі Регенвурмлагер (нім. Truppenübungsplatz Regenwurmlager) поблизу Мезеріц (Позен-Західна Пруссія) у III-му військовому окрузі під час 11-ї хвилі мобілізації Вермахту. Формування здійснювалося з окремих підрозділів 23-ї, 257-ї піхотних та 3-ї моторизованої дивізій, а також рейтарського ескадрону 18-ї піхотної дивізії.

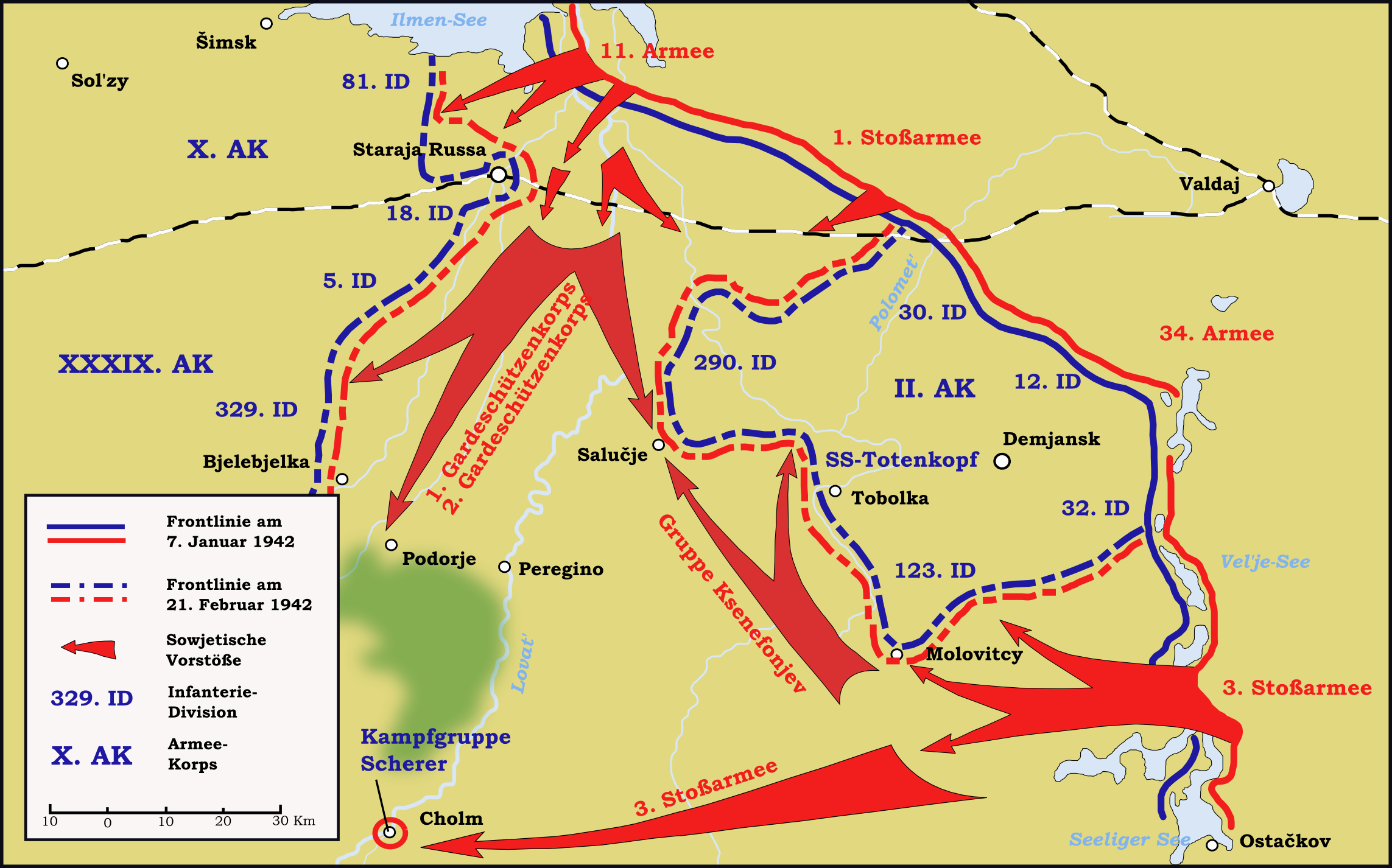
Бойові дії 123-ї піхотної дивізії під час Торопецько-Холмської операції. Зима 1942

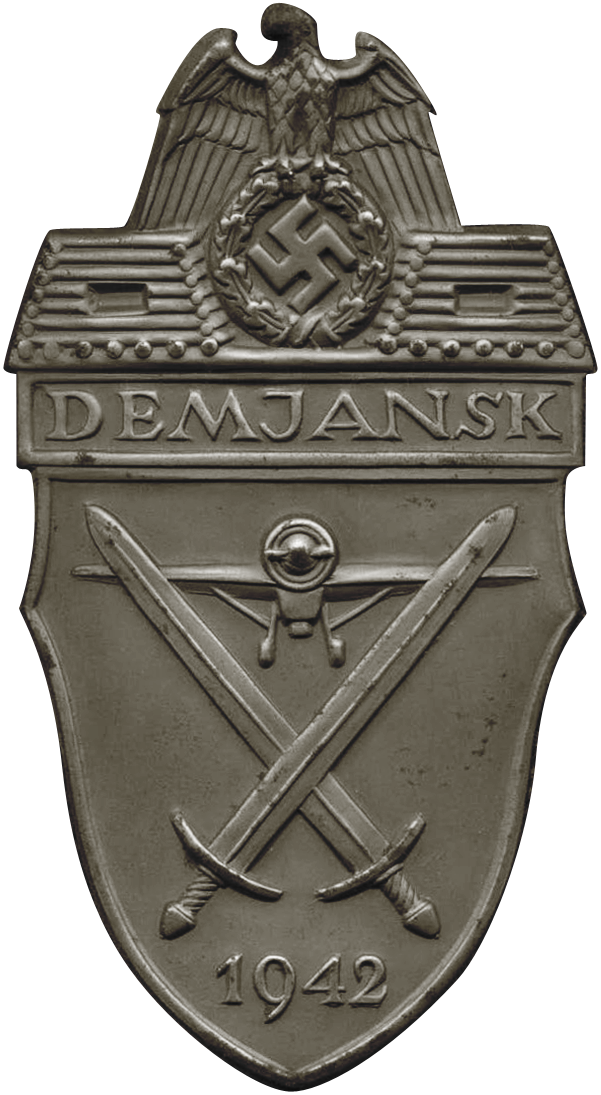
Дем'янський щит — нагорода Вермахту усім учасникам битви за Дем'янськ. Дем'янська операція (1942)

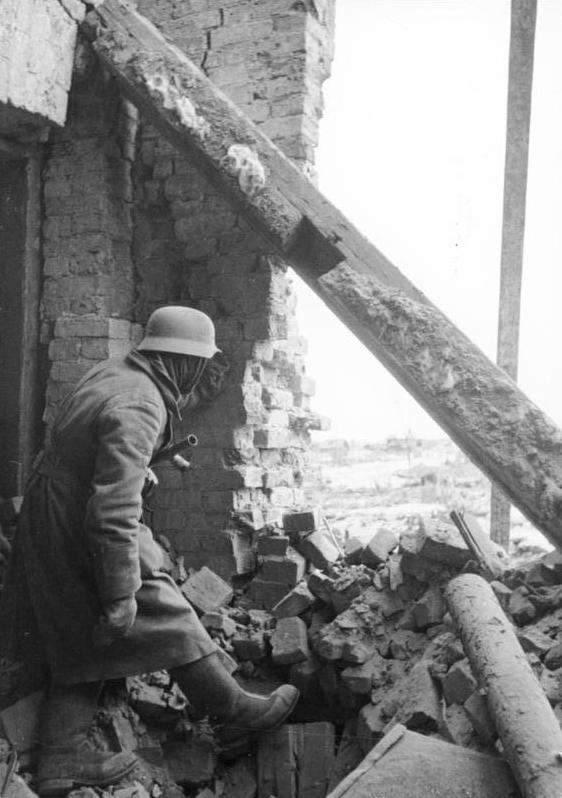
Німецький солдат під час вуличних боїв за Дем'янськ. Дем'янська операція (1942). Зима 1942

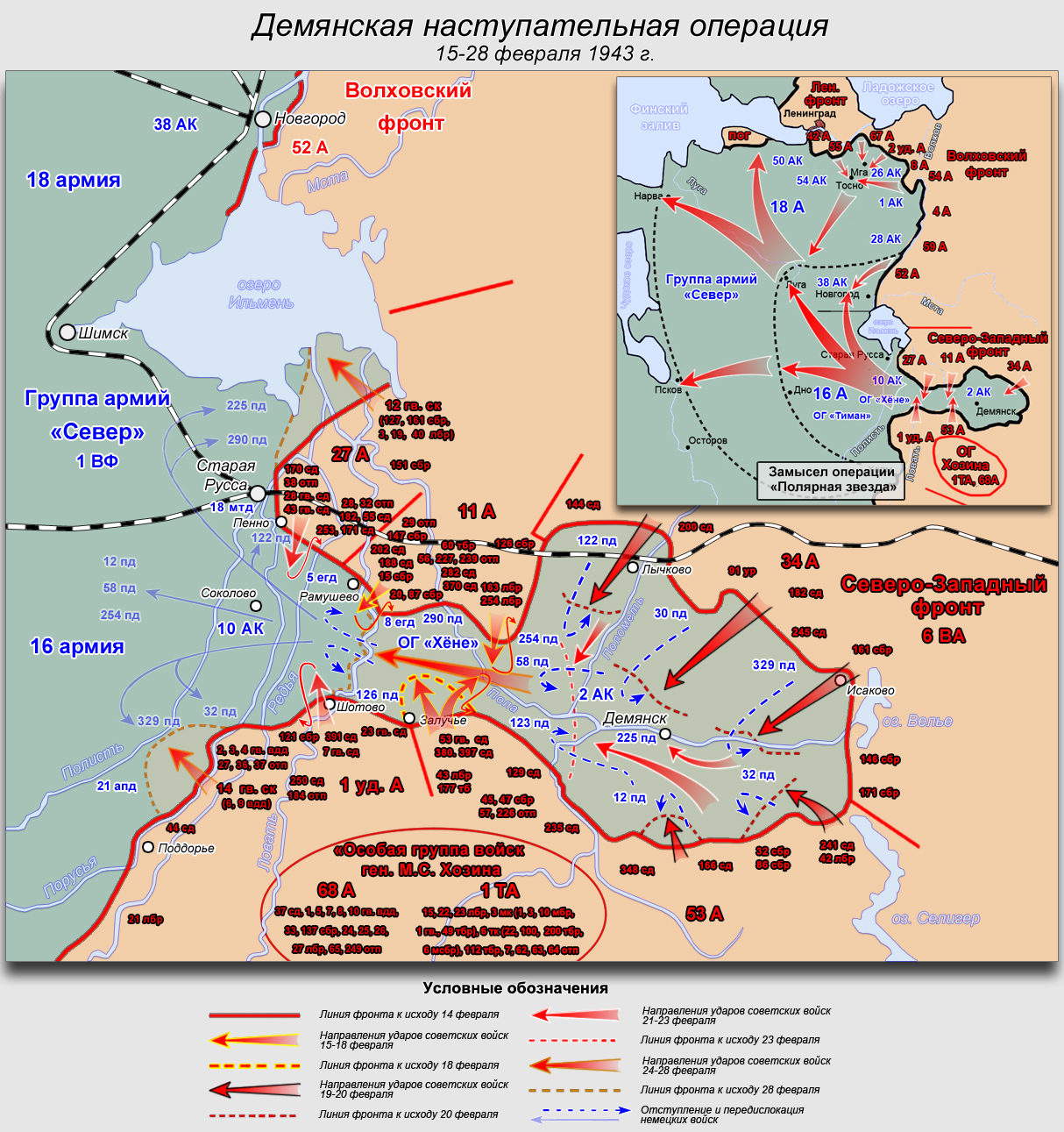
Карта Третьої Дем'янської операції. 123-тя дивізія на оборонних позиціях на південному фланзі напівоточеного угруповання. Зима 1943

Після завершення курсу підготовки та бойового злагодження дивізія була передана до складу групи армій Північ й передислокована до Єудкау та Шлоссбергу на кордоні з Радянським Союзом. Спочатку дивізія перебувала у складі X-го армійського корпусу 18-ї польової армії, але перед початком вторгнення до СРСР увійшла до XXVIII-го армійського корпусу 16-ї армії.
З початком операції «Барбаросса», німецька група армій «Північ», де билася 123-тя піхотна дивізія, наступала на Прибалтику. Дивізія перетнула зранку 22 червня німецько-радянський кордон й просувалася вглиб Литви, вела бої з формуваннями радянського Північно-Західного фронту за Каунас, Укмерге, далі за латвійський Даугавпілс, і вже на початок липня вийшла на кордони радянської Росії. 8 липня 1941 року німецькі війська дивізії зайняли Опочку.
У липні-серпні 1941 формування дивізії діяли у II-му армійському корпусі генерала від інфантерії В. фон Брокдорфф-Алефельдт, вели бої за Холм, Слаутино, Осташков, біля озера Селігер. Протистояла спробам радянських військ контратакувати біля озер Пено і Вельо.
II-й армійський корпус поступово просувався на схід своїми трьома ударними угрупованнями зі з'єднань- 12-ї, 32-ї і 123-ї піхотних дивізій. Однак, розтягнутість комунікацій, затяжні дощі так паралізували усі пересування, що корпусу довелося перейти до оборони. 123-тя дивізія обороняла широку смугу фронту в районі Верхньоволзьких озер, усі її частини були в першому ешелоні, резервів практично не залишилось.
Свою лінію оборони 123-тя піхотна дивізія утримувала до початку 1942 року, коли 9 січня радянські війська у складі 3-ї та 4-ї ударних армій лівого крила Північно-Західного (з 22 січня правого крила Калінінського фронту) розпочали Торопецько-Холмську операцію з метою розгрому Осташковського угруповання Вермахту. Ця операція була складовою частиною загального стратегічного наступу Червоної армії взимку 1942 року, що проводився групою фронтів у ході битви під Москвою.
У наслідок успішного прориву лінії фронту та сміливого наступу Червоної армії проти військ Вермахту, незабаром в котлі опинилися частини шести дивізій німецьких II-го і X-го армійських корпусів — 12-та, 30-та, 32-га, 123-тя, 290-та піхотні і дивізія «Мертва голова» (всього за різними оцінками від 95 до 103 тисяч чоловік). Командування над оточеним угрупованням перебрав на себе командир II-го армійського корпусу генерал від інфантерії В. фон Брокдорфф-Алефельдт.
З 8 лютого по 21 квітня 1942 угруповання фон Брокдорфф-Алефельдта перебувало в оточенні, в «Дем'янському котлі» (за радянською версією), у «фортеці Дем'янськ» (за офіційною версією Гітлера) або в «графстві Дем'янськ» — як цю територію називали військовослужбовці корпусу, маючи на увазі дворянський титул свого командира. 21 квітня 1942 бойовій групі під командуванням генерала В.фон Зейдліца-Курцбаха вдалося прорватися до оточеного 2-го армійського корпусу, а 1 травня 1942 між корпусом і групою Зейдліца було встановлено телефонний зв'язок.
Після деблокування Дем'янська 123-тя піхотна дивізія продовжувала утримувати свої позиції протягом 1942-початку 1943 років. Розпочинаючи з квітня 1942 радянський Північно-Західний фронт провів 9 наступальних операцій з метою знову оточити німецькі війська і 2 оборонні операції для відбиття його контрнаступів, але усі спроби знищити напівоточене угруповання були марні.
1 березня 1943 командувач 16-ї армії генерал-фельдмаршал Ернст Буш оголосив про завершення евакуації німецьких військ з Дем'янського виступу, організоване виведення дивізій дозволили німецькому командуванню значно ущільнити оборону.
До осені 1943 року, 123-тя дивізія вела оборонні бої місцевого значення в районі Холма і Локні, коли у вересні 1943 у зв'язку із загальним наступом Червоної армії після перемоги на Курській дузі, з'єднання було терміново перекинуте на південний фланг німецько-радянського фронту. 13 вересня 1943 дивізія прибула залізницею до Запоріжжя, й негайно була кинута в бій проти військ Південно-Західного фронту, що рвалися до Дніпра.
У боях з радянськими військами 123-тя дивізія протягом осені-зими 1943—1944 років зазнала колосальних втрат й у лютому залишки формування були відведені в тил, де з її рештки сформували 123-ю тактичну групу, яка разом з розгромленими в Україні 38-ю, 62-ю піхотними дивізіями увійшла до складу корпусної групи «F».

## Райони бойових дій
- Німеччина (жовтень 1940 — березень 1941);
- Німеччина (Східна Пруссія) (березень — червень 1941);
- Східний фронт (північний напрямок) (червень 1941 — вересень 1943);
- Східний фронт (південний напрямок) (вересень 1943 — березень 1944).

## Командування

### Командири
- генерал-лейтенант Вальтер Ліхель (нім. Walter Lichel) (5 жовтня 1940 — 6 серпня 1941);
- генерал-майор, з 1 листопада 1942 генерал-лейтенант Ервін Раух (нім. Erwin Rauch) (6 серпня 1941 — 17 жовтня 1943);
- генерал-лейтенант Ервін Менні (нім. Erwin Menny) (17 жовтня — 1 листопада 1943);
- генерал-лейтенант Ервін Раух (1 листопада 1943 — 15 січня 1944);
- оберст Луїс Троннір (нім. Louis Tronnier) (15 січня — 1 березня 1944).

### Підпорядкованість
| Час      | Корпус       | Армія              | Група армій (округ)   | Штаб            |
| -------- | ------------ | ------------------ | --------------------- | --------------- |
| 1940     |              |                    |                       |                 |
| листопад | XX-й ак      | 11-та армія        | Група армій «C»       | Бранденбург     |
| 1941     |              |                    |                       |                 |
| січень   | XX-й ак      | 11-та армія        | Група армій «C»       | Бранденбург     |
| квітень  | X-й ак       | 18-та армія        | Група армій «B»       | Східна Пруссія  |
| травень  | XXVIII-й ак  | 16-та армія        | Група армій «C»       | Східна Пруссія  |
| липень   | XXVIII-й ак  | 16-та армія        | Група армій «Північ»  | Себеж           |
| серпень  | II-й ак      | 16-та армія        | Група армій «Північ»  | Дем'янськ       |
| 1942     |              |                    |                       |                 |
| січень   | II-й ак      | 16-та армія        | Група армій «Північ»  | Дем'янськ       |
| листопад | II-й ак      | 16-та армія        | Група армій «Північ»  | Дем'янськ       |
| 1943     |              |                    |                       |                 |
| січень   | II-й ак      | 16-та армія        | Група армій «Північ»  | Дем'янськ, Холм |
| вересень | резерв армії | 16-та армія        | Група армій «Північ»  | Холм            |
| жовтень  | XVII-й ак    | 1-ша танкова армія | Група армій «Південь» | Запоріжжя       |
| 1944     |              |                    |                       |                 |
| січень   | XVII-й ак    | 6-та армія         | Група армій «Південь» | Запоріжжя       |
| лютий    | XXX-й ак     | 6-та армія         | Група армій «Південь» | Запоріжжя       |
| березень | LVII-й тк    | 6-та армія         | Група армій «A»       | Кривий Ріг      |

### Склад
| 1941                                      | Травень 1943             |
| ----------------------------------------- | ------------------------ |
| 415-й піхотний полк                       | 415-й гренадерський полк |
| 416-й піхотний полк                       | 416-й гренадерський полк |
| 418-й піхотний полк                       | 418-й гренадерський полк |
| 123-й артилерійський полк                 |                          |
| 123-й розвідувальний батальйон            |                          |
| 123-й винищувально-протитанковий дивізіон |                          |
| 123-й інженерний батальйон                |                          |
| 123-й дивізійний батальйон зв'язку        |                          |
| 123-тє дивізійне управління постачання    |                          |
| 123-й запасний батальйон                  |                          |

## Нагороджені дивізії
Нагороджені дивізії
Нагороджені Сертифікатом Пошани Головнокомандувача Сухопутних військ для військових формувань Вермахту за збитий літак противника
- 19 червня 1942 — 4-та рота 707-го вартового батальйону[5] за дії 25 лютого 1942 поблизу Биково (в районі Дем'янська, Новгородська область) (№ 152).

|  | Кавалери Нагрудного знаку ближнього бою в золоті                                                           | 1                                                                                          |
|  | Кавалери Золотого Німецького Хреста                                                                        | 64                                                                                         |
|  | Кавалери Срібного Німецького Хреста                                                                        | 1                                                                                          |
|  | Кавалери Лицарського хреста Залізного хреста з Дубовим листям                                              | 1 (№ 379 командир 415-го гренадерського полку оберстлейтенант Вальтер Зіверс — 29.01.1944) |
|  | Кавалери Лицарського хреста Залізного хреста                                                               | 20                                                                                         |
|  | Кавалери Почесної застібки Сухопутних військ «Почесна застібка на орденську стрічку для Сухопутних військ» | 13                                                                                         |

- Нагороджені Сертифікатом Пошани Головнокомандувача Сухопутних військ (3)
- Нагороджені Сертифікатом Пошани Головнокомандувача Сухопутних військ за збитий літак противника (2)